# Јирума
Ли Ру Ма (кореј. 이루마; 15. фебруар 1978), познатији као Yiruma (кореј. 이루마), јужнокорејски је пијаниста и композитор. 
Постао је диџеј 1. јануара 2009. године, за KBS1FM емисију Yiruma's Music from All Around the World. 

## Албуми

### Студијски албуми
- Love Scene (2001)
- First Love (2001)
- From the Yellow Room (2003)
- Nocturnal Lights... They Scatter (2004)
- Destiny of Love (2005)
- Poemusic (2005)
- H.I.S. Monologue" (2006)
- Spring Waltz (2006)
- P.N.O.N.I. (2008)
- Stay in Memory (2012)
- Healing Piano (2013)
- Blind Film (2013)
- Atmosfera – Yiruma Special Album (2014)
- Piano (2015)
- Frame (2017)
- Frame (Winter Repackage) (2019)

### Синглови
- Flower (2017)

### Уживо албуми
- Yiruma: Live at HOAM Art Hall (2005)

### Филмски саундтрекови
- Oasis and Yiruma (2002)
- Doggy Poo OST (2002)

### Компилације
- Piano Museum (2004)
- Missing You (2009)
- Ribbonized (10th Anniversary 6-CD BoxSet) (2010)

### Колаборације
- Intorno All'idol Mio Антонија Честија, са Касандром Стин (2003)
- Ave Maria Франца Шуберта, са Тарјом Турунен (2006)
- Halo, са Hyolyn (2012)[2]
- I Hate It, са Пеком Жи-еном (2013)[3]
- One Spring Day, са 2AM (2013)[4]
- Selene 6.23, са Шајни (2013)
- Higher, са Ејли (2013)[5]
- Play That Song, са GO и 2Face (2013)[6]
- Winter Night, са Кимом Вуџуом (2014)[7]
- River Flows in You, са Хенријем Лауом (2015)
- Midnight, са Пе Су Џи (2018)